# Quartier de la Gare - Rouvroy - La Portelette
La Gare - Rouvroy - La Portelette est un quartier d'Abbeville, situé dans l'ouest de la ville.
Le quartier, de nature populaire, est composé de quelques commerces mais aussi de nombreuses habitations, de quelques lieux de cultes et de la gare d'Abbeville, sur la rive gauche de la Somme.

## Toponymie
De l'oïl rouvroi « lieu où croissent des rouvres, genre de chêne », variante plutôt orientale et picarde de rouvrai, plus répandu à l'ouest.
- Bourg du Vimeu : Il s'agit de tout un quartier donnant sur la chaussée d'Hocquet qui constituait à lui seul une vicomté. La ville d'Abbeville proprement dite était séparée de cette vicomté par le Pont Talance et un droit de travers était perçu au profit du vicomte à ceux qui traversaient le pont.
- Canotiers (chemin des) : Il s'agit du chemin du halage partant de la place du Pont des Prés et longeant l'école de natation en bordure de Somme. C'est ici que les rameurs des sports nautiques évoluent et où se déroulèrent de nombreuses régates.
- Le chemin du Halage est le chemin qui longe la Somme sur lequel les chevaux halaient les bateaux.
- Hocquet (chaussée d') vient du nom d'une famille de la haute bourgeoisie abbevilloise, les Doket, connus dès le début du XIIIe siècle.
- Jardiniers (chemin des) : C'est par ce chemin que les jardiniers venaient rejoindre leur carré de terre situé au niveau du marais Saint Paul. Ils arrivaient soit de la chaussée de Rouvroy, soit de la route de Rouen.
- Pâtis (chemin du) : Au XVIIIe siècle, cette prairie était le chemin de promenade favori des Abbevillois.
- Le petit marais de Saint-Gilles
- Les planches étaient des petits ponts de bois passant sur les ruisseaux et fossés dont était truffé le faubourg qui porte aujourd'hui le même nom.
- La Portelette était, au temps des fortifications de Vauban, une porte étroite et basse s'ouvrant entre deux tours rondes sur la rive de la Somme.
- Le marais Malicorne vient d'une grande famille de notables d'Abbeville, qui étaient par ailleurs maïeurs de la ville.
- Mautort, à côté de Rouvroy, est un ancien fief situé entre Cambron et Abbeville. Il est à l'origine du nom noble de Mautort, qui subsiste dans le nom de famille Tillette de Mautort ou, par exemple, de Georges-Victor Demautort. Le nom tort est attesté en ancien français avec le sens de détour et Mau (du latin malus, « mauvais »). L'église Saint-Silvin de Mautort, emblématique du quartier, n'est au départ qu'une simple chapelle de marins fondée au XIe siècle et subit de nombreuses modifications au cours des XIVe, XVe et XVIe siècles.
- Rouvroy à l'ouest, dont l'origine du nom vient de Rouvray (du latin roborem, moyen français robre, le « chêne ») indique la présence d'un bois de chênes ou un chêne remarquable.
- Sur Somme est le chemin qui longeait l'ancien lit de la Somme qui fut canalisée en 1835 sous le nom de canal du Duc d'Angoulême ou Canal Napoléon.
- Le Voyeul Saint-Jean est le chemin qui longe la rivière du Doigt et qui accède à la cité Saint Frères, appelée également cité Saint Jean.

## Historique
Les anciens faubourgs de Rouvroy, Mautort, Les Planches et La Portelette ainsi que l'ancien bourg du Vimeu ont été rassemblés par l'INSEE dans un même quartier afin de pouvoir représenter la partie ouest de la ville.
Mautort, ancien fief indépendant, a été rattaché par la suite de l'histoire à Abbeville. Ce quartier est situé à l'extrême ouest de la ville et ne se trouve qu'à quelques hectomètres de Cambron, le village voisin, par l'ancienne route nationale 25 menant du Havre à Lille, qui s'appelle dans tout le quartier la route des Polonais afin de rendre hommage aux troupes militaires de ce pays venues libérer Abbeville lors de la Libération.
Rouvroy est un ancien faubourg abbevillois qui comprenait de nombreux chênes et des marais. Le chemin de Rouvroy à Caubert mène directement au village voisin de Mareuil-Caubert via la route qui passe par le bas des Monts de Caubert, le marais de Saint-Paul et l'hippodrome de la prairie Malicorne. Le faubourg est traversé lui-aussi par l'ancienne RN25.
Le faubourg des Planches est parallèle au faubourg de Rouvroy. Passant à proximité du marais Malicorne et de la ligne SNCF de Longueau à Boulogne-Ville, il est traversé par l'ancienne route nationale 28 menant de Rouen à Bergues. D'ailleurs, la première partie du faubourg s'appelle la route de Rouen car elle mène directement dans la capitale normande. Une ancienne centrale électrique est présente dans le faubourg.
Le quartier a été grandement touché par les inondations de 2001, surtout au faubourg des Planches et route de Rouen, ainsi que dans la chaussée de Rouvroy. Le stade de Rouvroy a été inondé, privant le club du quartier, l'US Abbeville, de jouer ses matchs dans son stade et l'école primaire étant inondée, les enfants ont suivi les cours dans l'école maternelle.
Pendant l'année 2022, le stade Saint-Frères ainsi que le stade Paul-Delique et le stade Jean-Barsol du quartier de Menchecourt servent de lieu de tournage pour le film Marinette de Virginie Verrier.

## Établissement
- École primaire de Rouvroy
- École maternelle de Rouvroy
- École maternelle Chaussée d'Hocquet
- Stade Saint Frères de Rouvroy
- Salle des associations de Rouvroy
- Cimetière de Rouvroy
- Cimetière Saint-Silvin de Mautort
- Ancienne gare de Faubourg-de-Rouvroy
- Église Saint-Jean-Baptiste de Rouvroy
- Église Saint-Silvin de Mautort
- Gare d'Abbeville
- Commerces : pharmacie, garages, épicerie, fleuriste, boucher (Rouvroy), bar (Mautort), boulangerie, pompes funèbres, auto-école, bar (Chaussée d'Hocquet), supermarché, garage, auto-école (la Portelette), hard discount, ambulancier (Les Planches), etc.

## Sport
- Aviron : Sport Nautique Abbevillois, base nautique, chemin des Canotiers
- Course à pied : DreamRun, stade Saint Frères, 305 chaussée de Rouvroy
- Football : US Abbeville, stade Saint Frères, 305 chaussée de Rouvroy, évoluant en Régional 3 depuis 2020 et ayant connu un 6e tour de Coupe de France de football contre l'USL Dunkerque le 26 octobre 2019 au stade Saint-Frères, défaite 1-3 après prolongations alors que l'US, équipe de Départemental 1, menait 1-0 contre une équipe de National 1 et promu en fin de saison en Ligue 2. L'US Abbeville est le club historique du quartier de Rouvroy et Mautort. Cependant, le club va fusionner en juillet 2023 avec le grand club de la ville, le SC Abbeville, dans l'optique de créer un plus grand club de foot à Abbeville.
- Handisport : Association sportive handisport Abbeville, centre nautique, chemin des Canotiers
- Hippisme : Société des courses au trot d'Abbeville, hippodrome de la prairie Malicorne, rue du Champ de Courses
- Omnisports : Association sportive ASPTT Abbeville, espace sportif, 23 boulevard Voltaire
- Tir : Entente de Tir Abbevilloise, stand de tir, 310 chaussée de Rouvroy

## Personnalités liées au quartier
- Georges-Victor Demautort (1746-1817), notaire et administrateur, est né à Mautort.
- Prosper-Abbeville Tillette de Mautort de Clermont-Tonnerre (1789-1859), homme politique, est né à Mautort.
- Eddy Mitchell, pseudonyme de Claude Moine (né en 1942 à Paris), chanteur, passait ses vacances chez sa grand-mère Chaussée d'Hocquet.
- Alberto Couto (né en 1956), ancien footballeur portugais, a joué à l'US Abbeville en 1996-1997.
- Jean-Pierre Robert (né en 1957), ancien footballeur, a entraîné l'US Abbeville de 2000 à 2007.
- Gilles Dovergne (1958-2020), footballeur, est né à Rouvroy. Il a joué au poste de gardien de but numéro 3 dans le club de la ville, le SC Abbeville, au début des années 1980, lorsque le club était Division 2.
- Johann Duhaupas (né en 1981), boxeur professionnel, vice-champion du monde WBC en 2015, vice-champion d'Europe 2008, champion de l'Union européenne 2014 et champion de France 2013, est né à Rouvroy.
- Florian Dovergne (né en 1989), footballeur, est originaire de Rouvroy. Il a joué au club de football du quartier, l'US Abbeville, avant d'aller dans le club de la ville, le SC Abbeville (jusqu'en 2009), puis au FC Chambly (2009-2015, jusqu'en National), à l'US Roye-Noyon (2015), l'US Chantilly (2016), l'Entente Sannois Saint-Gratien (2016-2018, là aussi jusqu'en National) et l'US Persan (depuis 2018).